# Porolabium biporosum
Porolabium biporosum är en orkidéart som först beskrevs av Carl Maximowicz, och fick sitt nu gällande namn av Tang och Fa Tsuan Wang. Porolabium biporosum ingår i släktet Porolabium och familjen orkidéer. Inga underarter finns listade i Catalogue of Life.